# Sandra Romain
Pour les articles homonymes, voir Popescu.
Sandra Romain, née le 26 mars 1978 à Timișoara, est une actrice pornographique roumaine, aussi connue sous les pseudonymes de Maria et de Maridara.

## Biographie
Sandra débute dans un magazine érotique en Roumanie, ce qui lui permet d'établir des contacts dans l'industrie du X.
Aux États-Unis, elle fut représentée par Mark Spiegler de Spiegler Girls, Derek Hay pour LA Direct Models.
Elle a commencé sa carrière en 2001, tournant des films dans toute l'Europe, avant de partir aux États-Unis en 2005 où elle a été couronnée par de nombreuses récompenses. Sandra Romain est une « Anal Queen ».
En 2003, Sandra a joué dans la vidéo "Pure Max 10", aux côtés de l'acteur et réalisateur américain controversé Max Hardcore. Dans cette vidéo, elle a participé à une scène avec "douche dorée", une marque de fabrique du réalisateur.
Elle fait aussi dans le BDSM.
Après avoir annoncé sa retraite en 2007, elle est réapparue en 2008 dans au moins deux scènes, l'une pour Brazzers et l'autre pour Realworkout, où, plus en rondeur, elle semble orienter sa carrière dans le registre américain des MILF.
Elle joue le rôle d'Anne Sinclair dans le film DXK, relatant l'affaire Dominique Strauss Kahn au Sofitel de New York.
Sandra a une petite sœur, Alice Romain, également actrice pornographique.

## Distinctions
récompenses
AVN
- 2007
  - Best Anal Sex Scene – Film - Manhunters (Wicked Pictures) - (gagnante avec Jada Fire)
  - Best Group Sex Scene – Video - Fashionistas Safado: The Challenge (Evil Angel Productions) - (gagnante) avec Belladonna, Melissa Lauren, Jenna Haze, Gianna, Adrianna Nicole, Flower Tucci, Sasha Grey, Nicole Sheridan, Marie Luv et Caroline
  - Best Sex Scene in a Foreign-Shot Production - Outnumbered 4 (Erik Everhard/Evil Angel Productions) - (gagnante)
  - Best Three-Way Sex Scene - Fuck Slaves (Jake Malone/Evil Angel Productions) - (gagnante)
- 2006
  - Best Sex Scene In a Foreign Shot Production - Euro Domionation - (gagnante)

autres

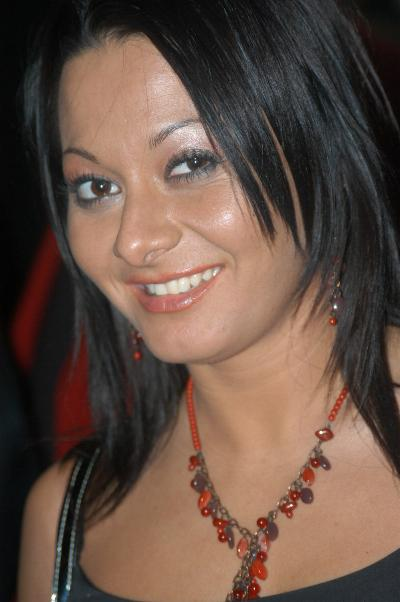
Sandra Romain à la fête du LA Direct Model

- 2006 : CAVR Award - Performer of the Year

nominations
AVN (elle a 22 nominations)
- 2005 : Foreign Female Performer of the Year - (nommé)
- 2006 : Female Performer of the Year - (nommé)...

XRCO Awards
- 2005 : Female Performer of the Year (nommé)
- 2005 : Super Slut (nommé)

F.A.M.E. Awards
- 2007 : Nommée - Favorite Female Starlet
- 2007 : Nommée - Favorite Anal Starlet
- 2007 : Nommée - Favorite Ass
- 2007 : Nommée - Dirtiest Girl in Porn
- 2006 : Nommée - The Perfect Slut… Dirtiest Girl in Porn
- 2006 : Nommée - Favorite Oral Starlet
- 2006 : Nommée - Favorite Anal Starlet